# Essex (Iowa)
Essex es una ciudad ubicada en el condado de Page en el estado estadounidense de Iowa. En el Censo de 2010 tenía una población de 798 habitantes y una densidad poblacional de 204,72 personas por km².

## Geografía
Essex se encuentra ubicada en las coordenadas 40°49′58″N 95°18′14″O / 40.83278, -95.30389. Según la Oficina del Censo de los Estados Unidos, Essex tiene una superficie total de 3.9 km², de la cual 3.9 km² corresponden a tierra firme y (0%) 0 km² es agua.

## Demografía
Según el censo de 2010, había 798 personas residiendo en Essex. La densidad de población era de 204,72 hab./km². De los 798 habitantes, Essex estaba compuesto por el 97.24% blancos, el 0% eran afroamericanos, el 0.63% eran amerindios, el 0% eran asiáticos, el 0% eran isleños del Pacífico, el 0.88% eran de otras razas y el 1.25% pertenecían a dos o más razas. Del total de la población el 2.01% eran hispanos o latinos de cualquier raza.